# マルコス・モネタ
マルコス・モネタ（Marcos Moneta、2000年3月7日 - ）は、アルゼンチンのラグビー選手。

## プロフィール
- アルゼンチン・ブエノスアイレス出身[1]。
- ポジションはセンター(CTB)。
- 身長 181cm、体重 75kg

## 略歴
2021年、東京五輪の7人制アルゼンチン代表に選ばれて銅メダル獲得。
2024年、パリ五輪の7人制アルゼンチン代表に選ばれた。

## 受賞歴
- ワールドラグビー最優秀男子セブンズ選手賞:2021年[4]